# Internationale Sanitär- und Heizungsmesse
Die Internationale Sanitär- und Heizungsmesse (ISH) ist eine Messe für Heizungs-, Sanitär- und Klimatechnik. Sie findet im Rhythmus von zwei Jahren in Frankfurt am Main statt. Mehr als 160.000 Besucher und über 2.000 Aussteller kamen vom 17. bis 21. März 2025 zusammen. Die Fachbesucherinnen und Besucher konnten sich zu innovativen Lösungen in der SHK-Branche informieren, die speziell auf die Anforderungen des Handwerks zugeschnitten sind.
Die ISH ist eine internationale Messe des Handwerks für das Handwerk und hervorgegangen aus einer begleitenden Ausstellung zu Verbandstagungen 1960 – damals noch unter dem Namen „Fachausstellung Sanitär- und Heizungstechnik“. Gründer der Messe war der Zentralverband des Installateur-, Klempner-, Kupferschmiede- und Zentralheizungsbauerhandwerks, der Vorläufer des ZVSHK.
Die erste „Fachausstellung Sanitär- und Heizungstechnik“ fand 1957 in Düsseldorf statt. 
Für 2027 steht die Woche vom 15. bis 19. März als Veranstaltungszeitraum fest.